# VIA KT-Serie
Die VIA KT-Serie (VIA KTxxx(A)) von VIA Technologies ist eine Familie von Chipsätzen für PC-Hauptplatinen. Diese Chipsätze sind geeignet für Prozessoren von Advanced Micro Devices mit EV6-Busprotokoll.

## Namensgebung
Ursprünglich sollte die KT-Serie den Namen KZ tragen, aber da sich dieses Kürzel als vorbelastet herausstellte, wurde die Bezeichnung KT gewählt. Die Umbenennung war kein Problem, da die Bezeichnung auf dem Chip selbst nicht aufgebracht wurde.
Bis zum KT333 wird der Chipsatzbezeichnung in Tradition der älteren VIA Apollo-Serie auch die Bezeichnung Apollo vorangestellt. Da diese Bezeichnung in der Öffentlichkeit aber unterging, hat VIA diese ab dem KT400 auch offiziell weggelassen. Der KX133 passt eigentlich nicht in das Bezeichnungsschema, allerdings ist er aufgrund seiner Ähnlichkeit zum KT133 nicht als eigenständiger Chipsatz oder gar Chipsatz-Familie zu sehen.
Das Suffix A bei den Chipsätzen zeigt an, dass diese nur eine marginal überarbeitete Variante der ursprünglichen Version sind. Bei diesen Northbridges wurden nur Kleinigkeiten verändert.

## Southbridges
KTxxx(A) ist nur die Marketingbezeichnung für die Northbridge des Chipsatzes. Da alle VIA-Southbridges ab VT8231 durch V-Link mit allen VIA-Northbridges ab KT266 bzw. P4X266 kombiniert werden können, kann man nicht genau festlegen, welche Northbridge mit welcher Southbridge kombiniert ist. Wegen der zeitlichen Entwicklung und gewünschten Ausstattungsmerkmale empfehlen die Mainboard-Hersteller dennoch gewisse Kombinationen:
- KX133A + 82C686A
- KT133A + 82C686A
- KT133A + 82C686B
- KT266A + VT8231
- KT266A + VT8233
- KT333A + VT8235
- KT400A + VT8235
- KT400A + VT8237
- KT600A + VT8237
- KT880A + VT8237

## Modelle

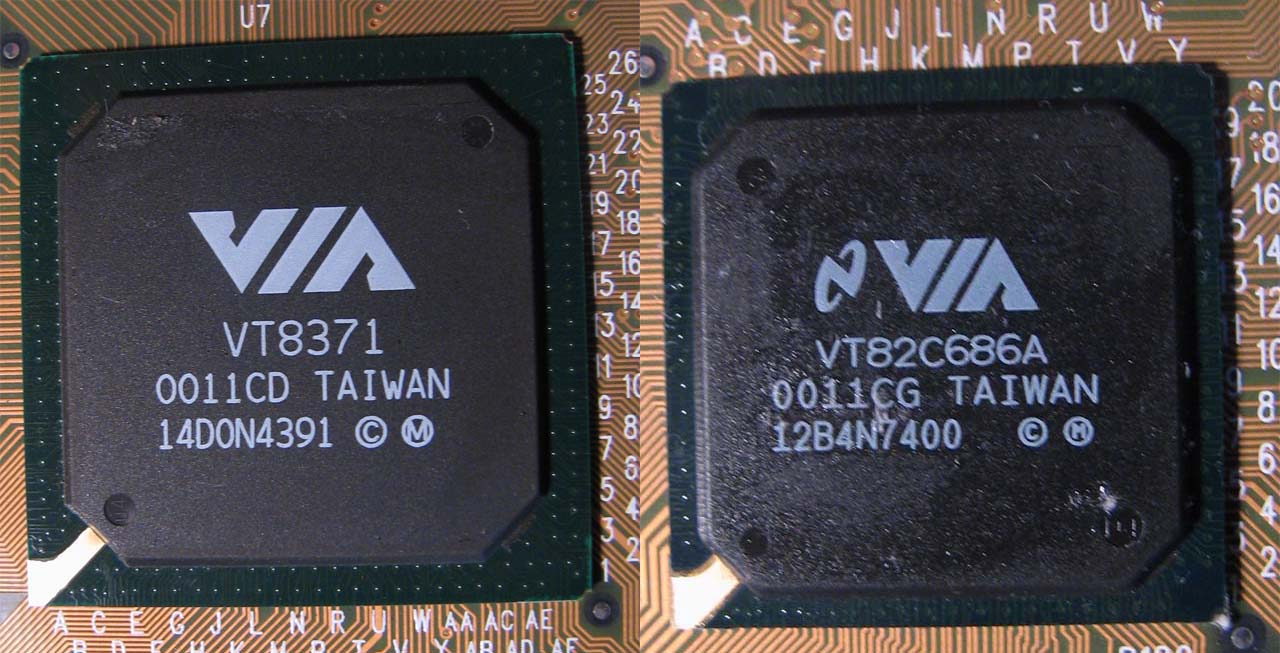
Die Southbridge 82C686A und die Northbridge VT8371 bildeten zusammen den ersten AMD Athlon-Chipsatz KX133 von VIA Technologies.

### KX133
Der KX133 ist der erste Chipsatz eines anderen Herstellers für das von AMD beim Athlon eingesetzte Busprotokoll EV6. Bis zum KX133 bot nur AMD mit dem AMD 750 (Irongate) einen passenden Chipsatz an. Dieser war allerdings auf PC-100 limitiert, der KX133 ermöglichte so zum ersten Mal PC-133 bei AMD-Prozessoren. Außerdem markierte er die beginnende Unterstützung von AMD durch andere Hersteller bei deren Bemühungen um die Etablierung einer zweiten Plattform neben Intel.

### KT133(A)
Der KT133 ist der Nachfolger des KX133 und der erste Chipsatz für AMDs Sockel A. Wie dieser unterstützt er PC-133-Speicher, ist ihm aber auch sonst sehr ähnlich. Allerdings erforderte eine Änderung in den Spezifikationen des Busprotokolls für die Sockel-A-Prozessoren eine Änderung am Chipsatz. Streng genommen ist der KT133 also nur eine neue Revision des KX133.
Der KT133A erweitert den KT133 um die Unterstützung eines FSBs von 133 MHz. Ansonsten sind beide Chips identisch. Beide Chipsätze unterstützen maximal 256 MBit große Speicherchips.

### KT266(A)
Der KT266 ist der erste Chipsatz neben dem AMD 760, der Unterstützung für DDR-SDRAM der Typen PC-1600/DDR-200 und PC-2100/DDR-266 besitzt. Außerdem debütiert bei dieser Northbridge erstmals die neue Verbindungsart zur Southbridge, genannt V-Link, die eine wesentlich höhere Datenübertragungsrate ermöglicht und den PCI-Bus von der chipsatzinternen Kommunikation befreit.
Allerdings zeigte der KT266 große Schwächen bei der Speichergeschwindigkeit, so dass der KT266A als überarbeitete Version nötig wurde und nun die Erwartungen in den Chipsatz erfüllt werden konnten.

### KT333
Mit Einführung der neuen AMD-Athlon-XP-Prozessoren mit einem FSB von 166 MHz wurde auch ein neuer Chipsatz nötig, der diese Geschwindigkeit offiziell unterstützt. Dieser KT333 unterstützt außerdem PC-2700/DDR-333 als Speicher. Der originale KT333 in den Revisionen CD und CE war der letzte Chipsatz von VIA für Sockel A mit der Unterstützung für AGP 1x/2x-Grafikkarten. Der KT333 in der Revision CF war ein umgelabelter KT400 (aber ohne AGP 8x-Fähigkeit) und konnte bei Benutzung von AGP 1x/2x-Karten zerstört werden.

### KT400(A)

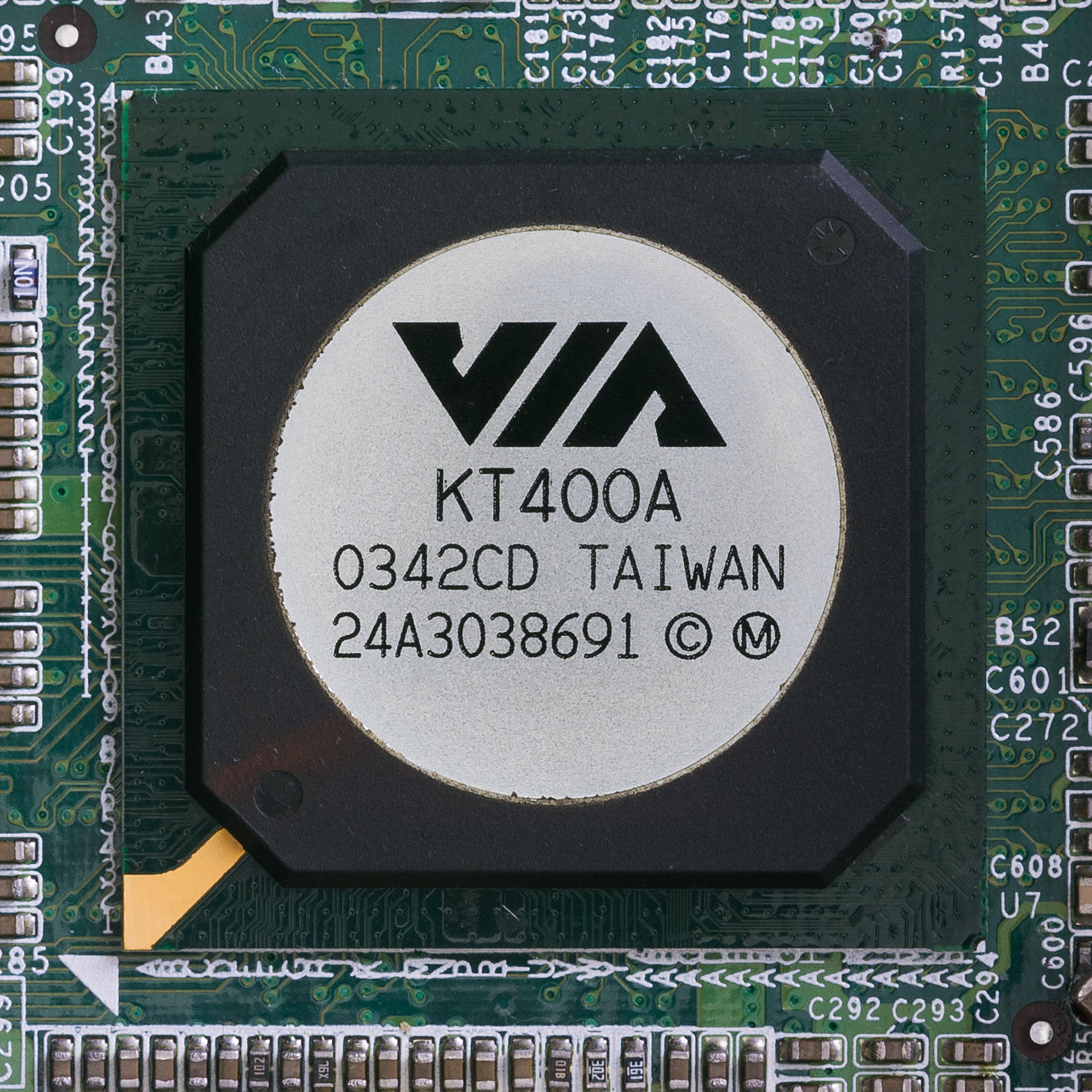
VIA KT400A-Northbridge

Der KT400 brachte entgegen den Erwartungen keine Erhöhung des FSB oder der Speicherschnittstelle, sondern war nur ein im Detail verbesserter KT333: AGP 8x und 8× V-Link wurden eingeführt. Eigentlich war für diesen Chipsatz die Unterstützung von PC-3200 geplant, aber aus unbekannten Gründen (vermutlich Designfehler) funktionierte das nur bei einem FSB von 133 MHz (und dort auch nur sehr langsam). Erst der KT400A erhöhte die Speichergeschwindigkeit auf PC-3200/DDR-400; das war der einzige Unterschied.

### KT600

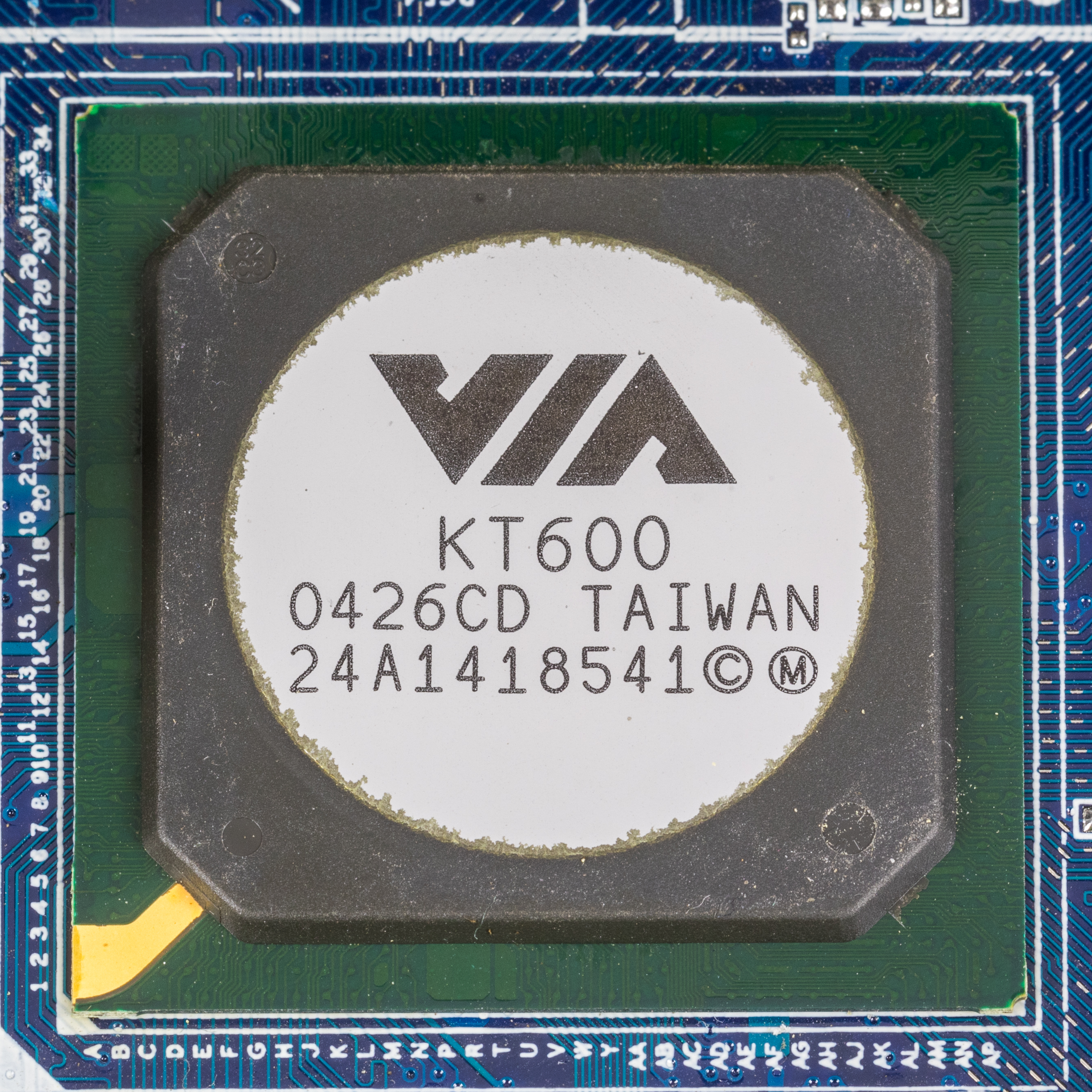
VIA KT600-Northbridge

Der KT600 brachte die bereits beim KT400 bzw. KT400A erwartete Erhöhung des FSB auf 200 MHz. Der direkte Konkurrent des KT600 war der nForce2 Ultra 400 von NVIDIA, an den VIA massiv Marktanteile verlor, da er eine, wenn auch meistens nur marginal, höhere Geschwindigkeit bot.

### KT880
Mit dem KT880 brachte VIA erstmals eine Northbridge mit Dual-Channel-Speichercontroller auf den Markt. Ansonsten unterscheidet er sich nicht vom KT600. Allerdings kam der KT880 viel zu spät auf den Markt und erreichte kaum Verbreitung, da sich zwischenzeitlich die AMD-K8-Prozessoren etabliert hatten.

## Modellübersicht
| Ausstattung | Name der Northbridge | Front Side Bus | Speichercontroller               | max. Speichergröße: | AGP- Kompatibilität: | Southbridge- Verbindung: |
| ----------- | -------------------- | -------------- | -------------------------------- | ------------------- | -------------------- | ------------------------ |
| KX133       | VT8371               | 100 MHz EV6    | Single-Channel SDR-SDRAM PC-133  | 2,0 GB              | 2.0 (1×, 2×, 4×)     | PCI                      |
| KT133       | VT8363               | 100 MHz EV6    | Single-Channel SDR-SDRAM PC-133  | 1,5 GB              | 2.0 (1×, 2×, 4×)     | PCI                      |
| KT133A      | VT8363A              | 133 MHz EV6    | Single-Channel SDR-SDRAM PC-133  | 1,5 GB              | 2.0 (1×, 2×, 4×)     | PCI                      |
| KT266       | VT8366               | 133 MHz EV6    | Single-Channel DDR-SDRAM PC-2100 |                     | 2.0 (1×, 2×, 4×)     | 4× V-Link                |
| KT266A      | VT8366A              | 133 MHz EV6    | Single-Channel DDR-SDRAM PC-2100 |                     | 2.0 (1×, 2×, 4×)     | 4× V-Link                |
| KT333       | VT8367               | 166 MHz EV6    | Single-Channel DDR-SDRAM PC-2700 |                     | 2.0 (1×, 2×, 4×)     | 4× V-Link                |
| KT333CF     | VT8367               | 166 MHz EV6    | Single-Channel DDR-SDRAM PC-2700 | 3.0 (4×)            |                      | 4× V-Link                |
| KT400       | VT8368               | 166 MHz EV6    | Single-Channel DDR-SDRAM PC-2700 |                     | 3.0 (4×, 8×)         | 8× V-Link                |
| KT400A      | VT8377A              | 166 MHz EV6    | Single-Channel DDR-SDRAM PC-3200 |                     | 3.0 (4×, 8×)         | 8× V-Link                |
| KT600       | VT8377               | 200 MHz EV6    | Single-Channel DDR-SDRAM PC-3200 |                     | 3.0 (4×, 8×)         | 8× V-Link                |
| KT880       | VT8379               | 200 MHz EV6    | Dual-Channel DDR-SDRAM PC-3200   |                     | 3.0 (4×, 8×)         | 8× V-Link                |